# Contingente del ILP
El Contingente del ILP fue una unidad militar enviada por el británico Partido Laborista Independiente a la Guerra Civil Española. El contingente combatió junto al Partido Obrero de Unificación Marxista (POUM) e incluía a George Orwell, que posteriormente escribiría en torno a sus experiencias en su libro de testimonio Homenaje a Cataluña.

## Miembros del Contingente
El principal cuerpo del contingente enviado por el ILP consistió en unos 25 hombres que salieron de Inglaterra el 1 de enero de 1937 bajo el mando de Bob Edwards, posteriormente diputado del Parlamento del Reino Unido por el Partido Laborista.
El ILP había comenzado a organizar voluntarios en noviembre de 1936 tras el regreso a Gran Bretaña de Bob Edwards, tras haber transportado una ambulancia enviada por el ILP a las milicias del POUM. Aunque se habían presentado cinco veces más voluntarios, el ILP solo aceptaría a hombres solteros para su contingente, por lo que 25 hombres abandonaron Gran Bretaña el 8 de enero como vanguardia de una fuerza mayor que sería enviada más tarde. Sin embargo, al día siguiente de la partida del contingente, el Gobierno británico anunció que procesaría a cualquiera que viajase a España a combatir y el ILP no intentó reclutar más voluntarios.
Al llegar a Barcelona, los voluntarios recibieron entrenamiento básico durante dos semanas, y se les unió Bob Smillie, nieto del conocido socialista escocés y líder minero del mismo nombre. Smillie había estado trabajando en Barcelona con John McNair como representante de la sección juvenil del Buró Internacional para la Unidad Socialista Revolucionaria. Sin embargo, se convenció de que sería de mayor utilidad en el frente y persuadió a McNair para que le dejase inscribirse en el contingente del ILP cuando éste llegase. Fallecería más tarde en Valencia.
El contingente del ILP fue agregado al contingente angloparlante del POUM, como parte de la centuria comandada por Georges Kopp. Una vez en el frente, el grupo inicial de veinticinco fue enviado a primera línea en el Monte Oscuro, avistando Zaragoza unos 19 kilómetros al suroeste, donde se les unieron muchos otros que habían llegado al frente unas semanas antes, incluido Eric Blair, que todavía no usaba su pseudónimo George Orwell; un australiano, Harvey Buttonshaw; el militante de la estadounidense Liga Obrera Revolucionaria Wolf Kupinski; y Bob Williams, un galés casado con una española que se alistó con su cuñado, Ramón. Con estos combatientes y otros, el contingente del ILP llegó a unos treinta o treinta y cinco miembros. Abandonaron este frente, junto a las milicias del POUM, a mediados de febrero de 1937, para tomar parte en el asedio de Huesca, a unos 80 kilómetros de allí.
La trayectoria de Eric Blair, estudiante de colegio privado y en Eton, así como su experiencia en Birmania como oficial de policía, es bien conocida. Los antecedentes de otros miembros del contingente eran diversos. Algunos miembros estaban registrados como procedentes de Sudáfrica (Buck Parker), de los Estados Unidos (Harry Milton), Gales, Belfast (Paddy O'Hara), Chorley, Larkhall, Glasgow (Charles Doran), Anglesey, Manchester, Bristol (Tom Coles), Dartford, Bingley, Twickenham y Golders Green. Cuatro habían combatido en la Primera Guerra Mundial: Martin, que había viajado a España conduciendo la ambulancia con Edwards y quien, debido a su experiencia en artillería, se había quedado; Doran; Harry Thomas de Londres y Arthur Chambers, que murió en 1938 tras trasladarse a una unidad de la CNT. Los demás, aparte de Harry Webb, el camillero, y O’Hara, que tenía cierto entrenamiento en primeros auxilios, no tenían ninguna experiencia militar o médica.

## Experiencias de guerra
Al llegar a los Cuarteles Lenin de Barcelona, donde fueron estacionados al principio, el 10 de enero de 1937, se formó un círculo de discusión. Pese a que el grupo de discusión se centró en los temas políticos, no solo se preocupó de tales asuntos. Se nombró un secretario social para «organizar conciertos y espectáculos» y un secretario de deportes, que organizó apresuradamente un partido de fútbol entre los militantes del ILP y un equipo de milicianos españoles. 
El entrenamiento que recibieron en estos cuarteles fue tristemente pobre y a finales de enero el contingente del ILP, como sección británica de las milicias del POUM, comenzó su viaje al frente, parando en Lérida, donde fueron visitados por el representante del ILP en España, John McNair, antes de partir hacia las inmediaciones de Huesca, en el frente de Aragón, el 2 de febrero. Una vez en el frente, el contingente se hizo cargo de tres puestos avanzados, con unos 90 metros de distancia entre ellos, unidos por trincheras de comunicación. Los puestos avanzados, en la cuesta de las colinas orientadas hacia el oeste, se encontraban a unos 180 metros de las primeras líneas de los sublevados, en las colinas opuestas orientadas hacia el este.
Bob Edwards, informando para el New Leader, el semanario del ILP, estaba ansioso por subrayar los aspectos más «emocionantes» del trabajo de la unidad. Escribió sobre las incursiones a escasa distancia de las líneas sublevadas con Blair, del mantenimiento de su posición o de la gestión de las deserciones de soldados rebeldes. Las principales descripciones de los combates contra los sublevados que aparecen tanto en Homenaje a Cataluña como en el New Leader, tuvieron que ver con un ataque nocturno en el que una parte del contingente tomó parte, resultando heridos Reg Hiddlestone, Paddy Thomas y Douglas Thompson. También hubo heridos en otros momentos, como el propio Blair, que como es conocido sufrió un disparo de un francotirador en la garganta. Sin embargo, la realidad de la actividad del contingente fue mucho más mundana. Mayoritariamente consistía en construir caminos desde sus trincheras hasta las posiciones españolas más cercanas y crear una línea para propósitos comunitarios donde pudieran reunirse para hablar y recibir instrucciones. En términos de combate militar el contingente vio relativamente poca acción.
Como escribió posteriormente Orwell:
«Mientras tanto nada ocurría, jamás ocurría nada. Los ingleses habían adquirido el hábito de decir que esa no era una guerra, sino una maldita pantomima».

## Supresión del POUM
Aunque el contingente del ILP no jugó un papel relevante en la vertiente militar de la Guerra Civil Española, se vio implicado notoria y controvertidamente en los acontecimientos que rodearon los combates entre grupos republicanos rivales en Barcelona, conocidos como las Jornadas de mayo de 1937.
El contingente del ILP, aunque se encontraba de permiso en Barcelona, se dividió en grupos durante estos combates y ninguno de sus integrantes se implicó en las acciones de una forma amplia. Sin embargo, el significado de Barcelona para el ILP descansa no tanto en los acontecimientos en sí sino en la reacción ante la situación. Inmediatamente tras los acontecimientos la prensa comunista comenzó a atacar al POUM, denunciando que eran los únicos responsables de los enfrentamientos y que estaban aliados con los fascistas al actuar así. Estas acusaciones fueron rápidamente publicadas en el Daily Worker, apareciendo en su edición del 11 de mayo. El New Leader del 21 de mayo publicó extensos comentarios sobre la «contrarrevolución en España». El secretario general del ILP, Fenner Brockway, planteó que los comunistas estaban en el lado equivocado de las barricadas y ahora estaban «comprometidos en defensa de la propiedad», sugiriendo que los partidos comunistas, no solo en España, sino en todas partes, habían dejado de ser partidos revolucionarios. El Partido Comunista respondió acusando al ILP de «participar en el levantamiento fascista». 
El 16 de junio, el POUM fue ilegalizado, acusado de colaboración con el enemigo. Sus líderes fueron detenidos y Andreu Nin asesinado. El dirigente del ILP, John McNair, llegó a Barcelona el 18 de junio con dinero y documentos para organizar la evacuación del contingente del ILP y fue inmediatamente detenido como «agente del POUM», aunque puesto en libertad cuando se hubo probado su identidad. Entonces pasó a la clandestinidad junto a Orwell y Cottman, y lograron abandonar el país. La mayor parte del resto del contingente regresó a Gran Bretaña durante los seis meses siguientes.
Mientras tanto, en Gran Bretaña, la prensa del Partido Comunista había estado acusando tanto al ILP como al POUM de ser agentes del fascismo. La prensa publicó dos entrevistas con el antiguo miembro del contingente, Frank Frankford, denunciando que había sido testigo de confraternización en el frente con el enemigo, que Kopp estuvo recibiendo órdenes desde Huesca y que el bando sublevado incluso abastecía al POUM con armas.
La situación se tornó extremadamente incómoda para los miembros del contingente del ILP en España por los ataques contra el POUM y mucho más cuando los comunistas ilegalizaron al «partido hermano» español del ILP. El ILP hizo considerables esfuerzos para trasladar a sus militantes sanos y salvos a casa y algunos de los combatientes del contingente regresaron clandestinamente escapando de las detenciones policiales. Por ejemplo, Cottmann, McNair, Blair y su esposa Eileen O’Shaughnessy, que habían estado trabajando con McNair en la sede del ILP, escaparon por la frontera en tren haciéndose pasar por acaudalados hombres de negocios ingleses.
De aquellos combatientes estrechamente asociados al contingente del ILP, la detención de Kopp, el comandante de la unidad, y Milton, uno de los voluntarios estadounidenses, fue de particular preocupación. Sin embargo, ambos fueron finalmente liberados. Milton no pasó mucho tiempo en la cárcel, ya que McNair se aseguró de que le pusieran en libertad. Kopp, por otro lado, a pesar de la intervención en su nombre por parte del ILP, permaneció en prisión durante dieciocho meses. Sin embargo, la mayor atención, tanto entonces como hasta la actualidad, se centró en el caso de Bob Smillie, que falleció en prisión en Valencia, oficialmente por apendicitis, el 13 de junio. La muerte de Smillie ha estado siempre rodeada de misterio y ha sido sujeto de muchas especulaciones, centrándose en las acusaciones de que fue «torturado hasta la muerte» por los comunistas. Aunque el tema sigue siendo controvertido, las investigaciones recientes tienden a coincidir con las averiguaciones contemporáneas del informe oficial del ILP, dirigido por David Murray, del ILP de Motherwell, que encontró que las autoridades eran culpables de desatención más que de violencia o dolo directo. 
Smillie, el primer extranjero asociado con el POUM en convertirse en víctima mortal de la represión estalinista, había sido detenido en la frontera francesa acusado de «tenencia de armas»: se encontró una bomba de mano defectuosa entre los diversos recuerdos que portaba con él.
En noviembre de 1937 se aseguraba que había 15.000 presos antifascistas en las cárceles de la República, unos 1.000 de ellos del POUM. La Oposición de Derecha y otros grupos marxistas organizaron una campaña internacional de solidaridad con los presos del POUM que probablemente salvó a sus dirigentes de un destino similar al de Nin. El Buró Internacional al que pertenecía el ILP también envió algunas delegaciones a España para visitar a los presos del partido e intentar asegurar su puesta en libertad, la primera de ellas encabezada por su secretario general, Fenner Brockway. En agosto llegó otra delegación que incluía al diputado del ILP James Maxton. Una tercera delegación acudió en noviembre encabezada por otro diputado del ILP, John McGovern.
A pesar de la supresión del POUM, no todos los miembros del contingente del ILP retornaron a casa inmediatamente. Arthur Chambers, Bob Williams y Reg Hiddlestone permanecieron combatiendo en España. Williams regresó en diciembre de 1938 tras ser herido tres veces, y Hiddlestone fue el último que abandonó España al regresar en febrero de 1939, tras abandonar Barcelona solo horas antes de su caída. Chambers fue el único miembro del contingente del ILP fallecido en combate en España, cuando fue disparado por un francotirador en agosto de 1938 tras ser transferido a una unidad de la CNT.

## Contingente del ILP
- Agnew, John.
- Avory, Lewis Ernest.[6]
- Bennett, William.[6]
- Blair, Eric (George Orwell), cabo; herido por un francotirador el 20.5.1937.
- Braithwaite (Branthwaite), John.
- Buttonshaw, Harvey.
- Castle, Les.[6]
- Chambers, Bill, cabo, muerto en combate tras ser transferido a otra unidad, 8/1937.
- Clarke, William.[6]
- Clinton, Arthur, herido en la espalda durante un bombardeo, 3/1937.
- Coles, Tom.
- Connor, Jock.[6]
- Cottman, Stafford.
- Donovan, (Paddy) John, sargento.
- Doran, Charles.
- Edwards, Bob, conductor de la ambulancia del ILP, 9.1936; capitán de las milicias del POUM. Regresó a Gran Bretaña en marzo de 1937 para un congreso del ILP, pero debido a la política anti-voluntarios del Gobierno británico no pudo retornar a España.
- Evans.[6]
- Farrell, James.[6]
- Frankford, Frank.
- Gross, George.
- Hiddlestone, Reg, herido en un ataque nocturne, 4/1937.
- Hunter, Philip, herido en una pierna, 4/1937.
- Jones, Uriah, combatió hasta principios de 1938; tras la disolución de las milicias del POUM se alistó en una unidad del PSUC.
- Julius.[6]
- Justessen, Charles.[6]
- Kupinsky/i, Wolf, ("Harry Milton"), encarcelado en la Modelo de Barcelona el 13.08.1937. Liberado tras presiones del Consulado de EE. UU.
- Levin, Louis.[6]
- McDonald, Robert.[6]
- Mcneil, Hugh.
- Martin, W. B., conductor de la ambulancia entre Gran Bretaña y Aragón en septiembre de 1936. Había sido artillero en la Primera Guerra Mundial y fue puesto al cargo de una sección de artillería de 60 hombres.
- Moyle, Douglas.
- O’Hara, Patrick, primeros auxilios.
- Parker, Thomas "Buck", cabo, herido durante un ataque, 4/1937.
- Ramón.[6]
- Ritchie, John.
- Smillie, Bob, falleció en prisión.
- Smith, James J.[6]
- Stearns, Douglas Clark.[6]
- "Tanky" (James Arthur Cope).[6]
- Thomas, Harry, galés, herido en un ataque nocturno, 4/1937.
- Thomas, Parry.[6]
- Thompson, Douglas, herido en un ataque nocturne, 4.1937.
- Webb, Harry.
- Williams, Bob.
- Wilton, Mike.
- Wingate, Sybil, se alistó en el contingente del ILP (ya estaba en Barcelona) como enfermera.